# نووسپاسک
نووسپاسک (به لاتین: Novospassk) یک منطقهٔ مسکونی در روسیه است که در استان آمور واقع شده‌است.